# Balinka (Polska)
Balinka – wieś w Polsce położona w województwie podlaskim, w powiecie augustowskim, w gminie Sztabin. 
W pobliżu znajduje się przystanek kolejowy o tej nazwie.
Wieś szlachecka położona była w końcu XVIII wieku w powiecie grodzieńskim województwa trockiego. W latach 1975–1998 miejscowość administracyjnie należała do województwa suwalskiego.